# 黑魔导士
黑魔导士（The Black Mages）是一支日本的器乐摇滚乐队。乐队成立于2002年，由植松伸夫，福井健一郎以及关户刚三位当时任职于Square Enix的雇员创立。乐队的曲风是基于植松伸夫为的最终幻想系列编写的音乐，并加入摇滚风格；有时会额外利用合成器使其风格更偏向于前卫金属。自乐队成立以来，乐队陆续吸收了河盛慶次，羽入田新以及岡宮道生等3人，这也使得乐队成员达到了6人的规模。2010年8月7日，植松伸夫宣布乐队解散，但他本人依旧将会在他的另一支乐队Earthbound Papas中继续自己的音乐道路和摇滚演出。
黑魔导士乐队一共发行了三张录音室专辑。他们的首张专辑是乐队同名专辑《黑魔导士》（The Black Mages），于2003年发售；专辑所演奏的曲目都是源自最终幻想系列游戏的战斗这个主题。第二张专辑《黑魔导士II：苍天之上》（The Black Mages II: The Skies Above）于2004年发售；专辑依旧收录了游戏系列里的战斗音乐，而且还首次收录了乐队的首支原创曲目：《Blue Blast－Winning the Rainbow》，这首曲目也是日本K-1格斗联赛选手村浜武洋的入场主题曲。第三张专辑《黑魔导士III：黑暗与星光》（The Black Mages II: Darkness and Starlight）于2008年3月19日发售。 黑魔导士的音乐不仅收录在自己的专辑中，还被其他的游戏和电影原声唱片所收录；例如索尼在PlayStation 2上推出的《暗黑编年史》的游戏原声大碟《暗黑编年史 Premium Arrange》（Dark Chronicle Premium Arrange）中就收录了一首来自黑魔导士为其创作的原声；在史克威尔艾尼克斯重制的任天堂DS版《最终幻想III》的游戏原声《Final Fantasy III Original Soundtrack》也有他们的作品。而在同是史克威尔艾尼克斯出品的动画电影《最终幻想VII：降临之子》及其电影原声大碟中，也有黑魔导士创作的音乐。
黑魔导士乐队并没有像其他乐队那样展开过自己的巡演旅程，不过他们有为宣传推广自己的专辑而举办过几场音乐会。在2003年也就是他们第一张专辑问世的时候，黑魔导士曾在日本的涉谷以及神奈川举办过音乐会，并且还特别为 植松伸夫粉丝俱乐部 的会员发行了一张记录了第一场音乐会的LIVE版DVD。在2005年他们发行第二张专辑的时候，他们如法炮制在川崎和大阪举行了音乐会并制作了现场DVD给植松伸夫粉丝俱乐部的会员。而在2008年发行第三张专辑的时候，乐队在横滨进行了演出，而音乐会的现场Live版DVD也于2009年3月25日首次公开发售。除了以上为专辑造势而举办的演唱会，黑魔导士乐队还在两场最终幻想音乐会：「More Friends: Music from Final Fantasy」管弦音乐会以及「Voices - Music from Final Fantasy」上为大家作现场表演，不仅如此，像「PRESS START 2007 -SYMPHONY OF GAMES-」和「EXTRA - 新木場STUDIO COAST」等其他电玩游戏主题的音乐会，黑魔导士也有加入到演出的行列之中。

## 乐队历史
2000年，史克威尔的编曲师関戸剛与福井健一郎搭档一起为自家PS2平台游戏《職業摔角英雄會全明星摔角》进行编曲工作，他们尝试采用摇滚风格的音乐以契合游戏火爆的主题；随着游戏推出后的热卖，这种风格被他们保留下来用于之后的创作。
2002年，两人决定REMIX一些来自《最终幻想》系列的曲目；当时作为该系列的御用音乐师植松伸夫作为一个狂热的摇滚迷对他们对自己作品的改编十分喜爱；関戸剛和福井健一郎以此为契机邀请植松伸夫一起组建一支摇滚乐队。植松伸夫最先因为工作繁重等原因委婉回绝，不过随着他成立自己的厂牌Smile Please并升职为音乐监制，他最终接受邀请，在関戸剛和福井健一郎并的一个单场LIVE表演上担任键盘手。在这次演出中，植松伸夫感受到了现场观众们的全神贯注、来自全场掌声和欢呼。这让他决定加入这俩人组成一支乐队。